# Arquidiócesis de María Santísima en Astaná
La arquidiócesis de María Santísima en Astaná (en latín: Archidioecesis Sanctae Mariae in Astana, en kazajo: Астана қаласындағы Әулие Мариям Архиепархиясы y en ruso: Архиепархия Пресвятой Девы Марии в Астане) es una circunscripción eclesiástica de la Iglesia católica en Kazajistán. Se trata de una arquidiócesis latina, sede metropolitana de la provincia eclesiástica de María Santísima en Astaná. Desde el 7 de julio de 1999 su arzobispo es Tomasz Peta.

## Territorio y organización
La arquidiócesis tiene 576 400 km² y extiende su jurisdicción sobre los fieles católicos de rito latino residentes en la ciudad de Astaná y en las provincias de: Akmolá, Kostanái, Pavlodar y Kazajistán Septentrional.
La sede de la arquidiócesis se encuentra en la ciudad de Astaná (llamada de 2019 a 2022 Nur-sultán, y antes sucesivamente Akmolinsk, Celinograd y Akmolá y Astaná), en donde se halla la Catedral de Nuestra Señora del Perpetuo Socorro.
En 2023 en la arquidiócesis existían 34 parroquias, agrupadas en 5 decanatos: Astaná, Kokshetau, Kostanái, Pavlodar y Petropavl.
La arquidiócesis tiene como sufragáneas a las diócesis de Karagandá y Santísima Trinidad en Almaty y a la administración apostólica de Atirau.

## Historia
La administración apostólica de Astaná fue erigida el 7 de julio de 1999 mediante un decreto separando territorio de la administración apostólica de Kazajistán del los latinos (hoy diócesis de Karagandá).
El 17 de mayo de 2003, mediante la bula In Cazakistania fidelium del papa Juan Pablo II, la administración apostólica fue elevada al rango de arquidiócesis metropolitana y tomó su nombre actual.
El 1 de junio de 2019 fue erigida la administración apostólica para los fieles católicos de rito bizantino en Kazajistán y Asia Central, por lo que la arquidiócesis de María Santísima en Astaná le transfirió 3 parroquias junto con todos los fieles católicos de rito bizantino.

## Estadísticas
Según el Anuario Pontificio 2024 la arquidiócesis tenía a fines de 2023 un total de 53 200 fieles bautizados.
| Año                                                                             | Población            | Población | Población      | Sacerdotes | Sacerdotes    | Sacerdotes    | Bautizados por sacerdote | Diáconos permanentes | Religiosos | Religiosos | Parroquias |
| Año                                                                             | Bautizados católicos | Total     | % de católicos | Total      | Clero secular | Clero regular | Bautizados por sacerdote | Diáconos permanentes | Varones    | Mujeres    | Parroquias |
| ------------------------------------------------------------------------------- | -------------------- | --------- | -------------- | ---------- | ------------- | ------------- | ------------------------ | -------------------- | ---------- | ---------- | ---------- |
| 2000                                                                            | 90 000               | 3 985 700 | 2.3            | 27         | 11            | 16            | 3333                     |                      | 19         | 27         | 17         |
| 2001                                                                            | 90 000               | 3 985 000 | 2.3            | 31         | 15            | 16            | 2903                     | 2                    | 22         | 35         | 18         |
| 2003                                                                            | 90 000               | 3 985 000 | 2.3            | 37         | 23            | 14            | 2432                     |                      | 19         | 43         | 22         |
| 2004                                                                            | 90 000               | 3 985 000 | 2.3            | 34         | 17            | 17            | 2647                     |                      | 25         | 61         | 21         |
| 2005                                                                            | 90 000               | 3 985 000 | 2.3            | 34         | 14            | 20            | 2647                     |                      | 27         | 54         | 34         |
| 2013                                                                            | 60 000               | 3 650 000 | 1.6            | 51         | 27            | 24            | 1176                     | 1                    | 28         | 73         | 34         |
| 2016                                                                            | 55 000               | 3 805 000 | 1.4            | 34         | 17            | 17            | 1617                     |                      | 21         | 74         | 34         |
| 2019                                                                            | 54 000               | 3 958 573 | 1.4            | 40         | 24            | 16            | 1350                     |                      | 20         | 74         | 34         |
| 2021                                                                            | 54 000               | 4 042 364 | 1.3            | 35         | 19            | 16            | 1542                     |                      | 19         | 68         | 34         |
| 2023                                                                            | 53 200               | 4 150 000 | 1.3            | 37         | 21            | 16            | 1437                     |                      | 17         | 62         | 34         |
| Fuente: Catholic-Hierarchy, que a su vez toma los datos del Anuario Pontificio. |                      |           |                |            |               |               |                          |                      |            |            |            |

## Episcopologio
- Tomasz Peta, desde el 7 de julio de 1999